# Antonio Rus Romero
Antonio Rus Romero (Granada, 1889 o 1890 - Ibíd., 2 de agosto de 1936) fue un militar y político español.

## Biografía
Militar profesional, fue maestro encargado del personal que fabricaba la munición de artillería en la fábrica de Explosivos y Pólvora de El Fargue, situada a las afueras de Granada. Posteriormente abandonó el Ejército durante la Segunda República, y se afilió al PSOE y a la UGT, convirtiéndose en uno de los principales dirigentes de la UGT de Granada. En calidad de tal, fue miembro en el Comité del Frente Popular en Granada, ejerciendo como secretario del mismo.
También trabajaba para el Gobierno Civil de Granada, destinado en el departamento de licencia de armas. 
Cuando en julio de 1936 se produjo el estallido de la guerra civil, Rus Romero fue partidario de armar a los obreros para resistir la sublevación militar, cosa que finalmente no se hizo. Tras el triunfo en Granada del golpe de Estado de julio de 1936, fue detenido en el despacho del gobernador civil y llevado a la Comisaría de policía. Posteriormente fue juzgado en un Consejo de Guerra y condenado a muerte, siendo fusilado al día siguiente 2 de agosto en el cementerio de Granada.